# The Rubinoos

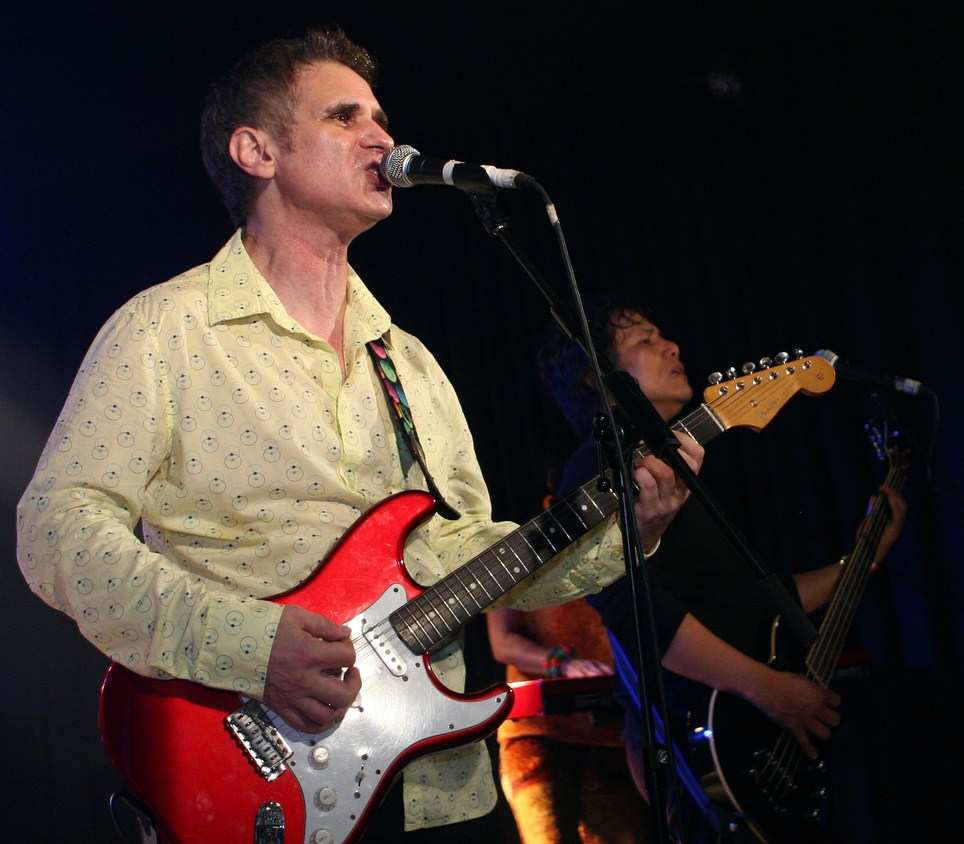
The Rubinoos

The Rubinoos sind eine US-amerikanische Power-Popband, die hauptsächlich in den 1970ern bekannt wurde.

## Bandgeschichte

### Als Schulfreunde zu Beserkley
Die beiden Schulfreunde Jon Rubin (Gesang, Gitarre) und Tommy Dunbar (Gitarre, Keyboard, Gesang) gründeten 1973 in Berkeley (Kalifornien) mit Royse Adler (Bass) und Donn Spindt (Schlagzeug) die Band, die aber bis 1975 warten musste, ehe sie bei der Plattenfirma Beserkley Records einen Schallplattenvertrag bekamen.
Ihre erste Veröffentlichung war 1975 auf dem Album „Beserkley Chartbusters, Volume 1“, einer Langspielplatte, deren Titel ein Marketinggag war. Sie war die erste LP auf dem Beserkley-Label und bestand aus Songs, die nicht einmal in die Nähe der Charts gekommen waren; einige wurden sogar speziell für die LP aufgenommen. Darauf waren neben Earth Quake, Greg Kihn oder Jonathan Richman die Rubinoos mit dem Song „Gorilla“ vertreten, der später auch als Single veröffentlicht wurde.

### Erfolge in USA und Europa
Die erste kommerziell erfolgreiche Single der Rubinoos war eine Coverversion des 67er Hits „I Think We’re Alone Now“ von Tommy James. Sie kam in die US-Charts und bedeutete für das Independent-Label den ersten Erfolg. Im gleichen Jahr erschien die erste selbstbetitelte LP, die zwar mit guten Kritiken überhäuft wurde, jedoch ein kommerzieller Misserfolg wurde. Die Band promotete ihren Hit auch in Europa, unter anderem spielte sie am 14. Februar 1978 im Hamburger Audimax vor den Kameras des Rockpalasts.
Ihre zweite LP erschien 1979 und wurde in den USA mehr als 100.000-mal verkauft, ehe ihr Vertrieb Pleite machte. Das Album enthielt „I Want To Be Your Boyfriend“. Dieses Lied war als Single in Großbritannien in den Airplay-Charts recht erfolgreich, ohne allerdings in die Verkaufshitparade einzusteigen. Dennoch reichte der Erfolg, um als Vorgruppe der US-Daten von Elvis Costellos Armed Forces-Tour verpflichtet zu werden.

### Comebacks und Gegenwart
Im Jahr darauf löste sich die Band auf. 1983 kehrten Rubin und Dunbar auf die Musikbühne zurück und arbeiteten für ein paar Stücke mit dem Produzenten Todd Rundgren zusammen. 1989 gründete Tommy Dunbar eine neue Band („Vox Pop“). Ein Album dieser Gruppe erschien 1998 bei Sandbox Records. Anfang der 90er Jahre erschienen bereits zwei Zusammenstellungen mit unveröffentlichten Titeln der Rubinoos, bevor im Jahr 2000 ein völlig neues Album („Paleophonic“) in der Originalbesetzung veröffentlicht wurde. Die Platte wurde ursprünglich nur für den Fanclub der Gruppe herausgegeben, die Band trat dann jedoch als Headliner auf einem Festival auf, und der Verkauf des Albums wurde angekurbelt.
2002 erschien dann eine Platte ausschließlich mit Coverversionen, z. B. „Shake Some Action“ von den Flamin’ Groovies oder „Heroes And Villains“ von The Beach Boys und „Bend Me Shape Me“ von Amen Corner. Im Jahr 2004 wurde ein Livealbum mit älteren Aufnahmen veröffentlicht, bevor 2005 ein völlig neues Album erschien.
Die Band besteht nunmehr aus Gary Phillips (Gitarre, Akkordeon, Gesang, Keyboard und Produzent),  Al Chan (Bass, Gesang), Nick D’Virgilio  (Perkussion, Schlagzeug, Gesang), Jon Rubin (Gitarre, Gesang),  Kit Potamkin  (Keyboard)  und   Tommy Dunbar (Gitarre, Keyboard, Gesang).

## Diskografie
- The Rubinoos (1977, Beserkley)
- Back to the Drawing Board (1979, Beserkley)
- Party of Two (1983, Warner Bros.)
- Paleophonic (2000, Varese)
- Crimes Against Music, Vol. 1 (2002, Houston Party)
- Live in Japan (2004, Air Mail Recordings)
- Twist Pop Sin (2005, Air Mail Recordings)
- 45 (2014, Pynotic Prods.)